# 恰迪扎
14°04′S 32°26′E / 14.067°S 32.433°E

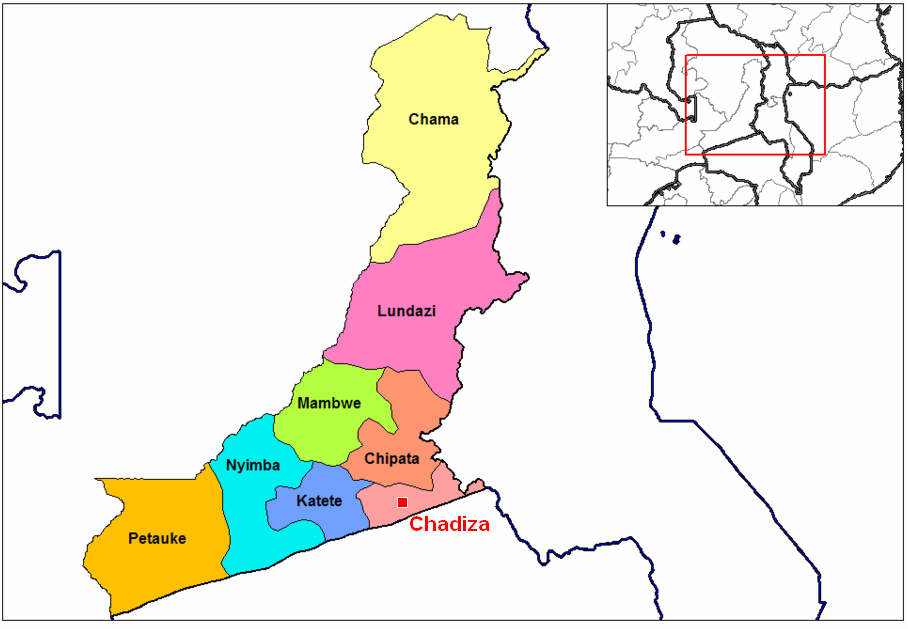

恰迪扎（英語：Chadiza），是贊比亞的城鎮，位於該國東部，由東方省負責管轄，是恰迪扎縣的首府，處於奇帕塔西南面約80公里，海拔高度1,050米，2010年人口5,670。